# الكسندر ستيوارت (لاعب كريكت)
الكسندر ستيوارت (2 يونيو 1858 - 17 فبراير 1904) (بالإنجليزية: Alexander Stewart)‏ هو لاعب كريكت بريطاني.